# Himantandraceae
Himantandraceae is een botanische naam, voor een familie van bedektzadige planten. Een familie onder deze naam wordt de laatste decennia algemeen erkend door systemen voor plantentaxonomie. Vroeger werden deze planten ingedeeld in de familie Magnoliaceae.
De familie telt slechts één genus, Galbulimima, met twee à drie soorten bomen.
Volgens het APG II-systeem (2003) hoort de familie tot de "magnoliids" (in de 23e druk van de Heukels' Flora van Nederland vertaald met Magnoliiden): ze is daarmee uitgesloten van de 'nieuwe' tweezaadlobbigen.
In het Cronquist-systeem (1981) werd de familie ook geplaatst in een orde Magnoliales, die daar echter een andere samenstelling had (en groter was).